# Кальвильо, Эрик
Эрик Сантана Кальвильо Рамирес (исп. и англ. Eric Santana Calvillo Ramirez; 2 января 1998, Палмдейл, Калифорния, США) — сальвадорский и американский футболист, полузащитник клуба «Эль-Пасо Локомотив» и сборной Сальвадора.

## Карьера

### Клубная карьера
15 января 2016 года Кальвильо подписал контракт с клубом Североамериканской футбольной лиги «Нью-Йорк Космос». Его профессиональный дебют состоялся 13 июля 2016 года в матче против «Джэксонвилл Армада», в котором он вышел на замену в концовке. 29 октября 2016 года в матче последнего тура сезона против «Миннесота Юнайтед» забил свой первый гол в профессиональной карьере. 8 июля 2017 года в матче против «Инди Илевен» отдал голевую передачу. 15 июля 2017 года в матче последнего тура весенней части сезона против «Эдмонтона» забил гол. 29 июля 2017 года в матче первого тура осенней части сезона против «Майами» оформил дубль, за что был назван игроком недели в NASL. По итогам июля 2017 года был признан игроком месяца в NASL. По итогам сезона 2017 номинировался на звание молодого игрока года в NASL.
20 января 2018 года Кальвильо перешёл в клуб MLS «Сан-Хосе Эртквейкс», подписав многолетний контракт. Был отправлен в аренду в аффилированный клуб «Рино 1868» перед началом сезона 2018 в USL. Дебютировал за невадский клуб 17 марта 2018 года в матче первого тура сезона против «Своуп Парк Рейнджерс». 15 сентября 2018 года в матче против «Лос-Анджелес Гэлакси II» забил свой первый гол в USL. За «Сан-Хосе Эртквейкс» в MLS дебютировал 6 октября 2018 года в матче против «Нью-Йорк Ред Буллз». 31 октября 2019 года Кальвильо подписал новый многолетний контракт c «Сан-Хосе Эртквейкс». 18 июня 2021 года Кальвильо был отдан в аренду клубу Чемпионшипа ЮСЛ «Ориндж Каунти» на оставшуюся часть сезона 2021. За «Ориндж Каунти» дебютировал 19 июня 2021 года в матче против «Лас-Вегас Лайтс». 1 июля 2021 года в матче против «Колорадо-Спрингс Суитчбакс» забил свой первый гол за «Ориндж Каунти». По окончании сезона 2021 «Сан-Хосе Эртквейкс» не стал продлевать контракт с Кальвильо.
11 января 2022 года Кальвильо подписал контракт с клубом Чемпионшипа ЮСЛ «Эль-Пасо Локомотив» на сезон 2022. За «Локомотив» дебютировал 12 марта 2022 года в матче стартового тура сезона против «Сакраменто Рипаблик», заменив Дилана Мареса на 80-й минуте. 5 апреля 2022 года в матче второго раунда Открытого кубка США против «Сентрал Валли Фуэго» забил свой первый гол за «Локомотив».

### Международная карьера
В составе сборной США до 17 лет Кальвильо участвовал в юношеских чемпионатах КОНКАКАФ и мира 2015 года.
Кальвильо имеет сальвадорские корни со стороны матери. 26 января 2021 года был вызван в тренировочный лагерь сборной Сальвадора до 23 лет. Паспорт гражданина Сальвадора Кальвильо получил 25 февраля 2021 года. Принимал участие в Мужском олимпийском квалификационном турнире КОНКАКАФ 2020 в марте 2021 года.
За основную сборную Сальвадора Кальвильо дебютировал 24 сентября 2021 года в неофициальном товарищеском матче со сборной Гватемалы.

## Достижения
Командные
 «Нью-Йорк Космос»
- Чемпион NASL: 2016
- Победитель регулярного чемпионата NASL: 2016

 «Ориндж Каунти»
- Чемпион USL Championship: 2021

## Статистика
| Выступление            | Выступление      | Выступление      | Лига | Лига | Плей-офф | Плей-офф | Кубок | Кубок | Итого | Итого |
| Клуб                   | Лига             | Сезон            | Игры | Голы | Игры     | Голы     | Игры  | Голы  | Игры  | Голы  |
| ---------------------- | ---------------- | ---------------- | ---- | ---- | -------- | -------- | ----- | ----- | ----- | ----- |
| Нью-Йорк Космос        | NASL             | 2016             | 3    | 1    | 0        | 0        | 0     | 0     | 3     | 1     |
| Нью-Йорк Космос        | NASL             | 2017             | 16   | 3    | 2        | 0        | 1     | 0     | 19    | 3     |
| Нью-Йорк Космос        | Итого            | Итого            | 19   | 4    | 2        | 0        | 1     | 0     | 22    | 4     |
| Сан-Хосе Эртквейкс     | MLS              | 2018             | 3    | 0    | —        | —        | 0     | 0     | 3     | 0     |
| Сан-Хосе Эртквейкс     | MLS              | 2019             | 2    | 0    | —        | —        | 2     | 0     | 4     | 0     |
| Сан-Хосе Эртквейкс     | MLS              | 2020             | 6    | 0    | 1        | 0        | —     | —     | 7     | 0     |
| Сан-Хосе Эртквейкс     | MLS              | 2021             | 0    | 0    | —        | —        | —     | —     | 0     | 0     |
| Сан-Хосе Эртквейкс     | Итого            | Итого            | 11   | 0    | 1        | 0        | 2     | 0     | 14    | 0     |
| Рино 1868 (аренда)     | USLC             | 2018             | 11   | 1    | —        | —        | 0     | 0     | 11    | 1     |
| Рино 1868 (аренда)     | USLC             | 2019             | 8    | 0    | 1        | 0        | 0     | 0     | 9     | 0     |
| Рино 1868 (аренда)     | USLC             | 2020             | 1    | 0    | —        | —        | —     | —     | 1     | 0     |
| Рино 1868 (аренда)     | Итого            | Итого            | 20   | 1    | 1        | 0        | 0     | 0     | 21    | 1     |
| Ориндж Каунти (аренда) | USLC             | 2021             | 25   | 2    | 4        | 0        | —     | —     | 29    | 2     |
| Ориндж Каунти (аренда) | Итого            | Итого            | 25   | 2    | 4        | 0        | —     | —     | 29    | 2     |
| Эль-Пасо Локомотив     | USLC             | 2022             | 5    | 0    | 0        | 0        | 1     | 1     | 6     | 1     |
| Эль-Пасо Локомотив     | Итого            | Итого            | 5    | 0    | 0        | 0        | 1     | 1     | 6     | 1     |
| Всего за карьеру       | Всего за карьеру | Всего за карьеру | 80   | 7    | 8        | 0        | 4     | 1     | 92    | 8     |